# ジョン・マクマホン (初代準男爵)
初代準男爵サー・ジョン・マクマホン（英: Sir John McMahon, 1st Baronet、1754年 - 1817年）は、イギリスの軍人、廷臣。摂政ジョージ（のち国王ジョージ4世）の国王秘書官を務めたが、在任中は叙勲・叙爵を求める者から賄賂を得ていたとされる。

## 生涯
家事使用人ジョン・マクマホン（1789年没、初代リートリム伯爵ロバート・クレメンツの執事）の一人息子としてアイルランドに生まれる。初等教育を受けたのち、9歳のころにはダブリンで飲食店の給仕をしていたという。
1775年に北米第44歩兵連隊付きの少尉に任官した。この地で上官の第2代モイラ伯爵フランシス・ロードン=ヘイスティングズの知己を得ている。1778年に中尉に進み、1780年に第48歩兵連隊所属となる。1794年に中佐としてフランドル地方に赴任したが、すぐに病気となり帰国した。1796年には陸軍を退役している。
退役後は、政界に転じたモイラ伯爵とチャールズ・フォックス（ホイッグの有力政治家）との連絡役などを務めた。その後、ジョージ王太子に見いだされてプリンス・オブ・ウェールズ付の広報官となる。1800年にはプリンス・オブ・ウェールズ付副会計官、1802年にはコーンウォール公領評議会議員となる。
この年にアルデバラ選挙区から庶民院議員に当選して1812年まで務めたが、任期中の発言数はわずか2回だった。
1811年1月、摂政法の成立によりジョージ王太子が摂政王太子（Prince Regent）となる。翌年の1812年3月、摂政ジョージは側近のマクマホンを国王秘書官に任じるとともに、同時に国王手許金会計長官に据えた。この任命は議会で「若くて壮健な摂政に秘書など不要、国務大臣が秘書役を務めてきた」とする反発を招いたが、摂政ジョージがマクマホンの給与を自身の手許金から出すことで不満を抑え込んだ。
マクマホンの秘書官在職中、多忙な摂政ジョージは彼に爵位や勲章を授ける権限をほぼ任せきりであったため、マクマホンは栄典を求める者から賄賂を受けていた可能性があるという。一方で、マクマホンは悪評はびこる摂政ジョージを擁護する仕事に追われて、徐々に健康を悪くさせていった。
1817年に官職を辞し、同年に（アシュリー・マナーの）準男爵を与えられた。
マクマホンはファルマスに引退しようとしたが、その年のうちに道中のバースで死去した。9万ポンド相当の土地・財産（秘書官や会計長官の給与では築きえない額）を残した。弟トマスが準男爵位を継承した。